# 1792 в Україні

## Події
- 16 серпня перший загін чорноморських козаків у кількості 3 847 душ під керівництвом Сави Білого вирушив з Очаківського лиману. 25 серпня вони прибули до Тамані. Почалося переселення українських козаків на Кубань.
- Відбулася так звана «Війна на захист Конституції» між Річчю Посполитою з одного боку, і Торговицькою конфедерацією та Російською імперією, з другого боку. Війна прискорила Другий поділ Речі Посполитої.
- Закінчилася Російсько-турецька війна (1787—1792), в результаті якої до Росії відійшла територія між Південним Бугом і Дністром, а також підтверджено анексію Криму.
- Турбаївське повстання (1789—1793)
- Битва під Дубенкою
- Битва під Зеленцями

## Особи

### Народились
- 16 лютого, Григорій (Яхимович) — єпископ Української греко-католицької церкви; з 1860 року Митрополит Галицький та Архієпископ Львівський — предстоятель Української греко-католицької церкви.
- 3 березня, Серебряков Лазар Маркович (1792—1862) — російський військово-морський діяч, учасник Кавказьких походів, засновник міста і порту Новоросійська, командувач Приморською Кавказькою оборонною лінією в ході Кримської війни, член Адміралтейств-Ради, адмірал.
- 21 листопада, Павло Таганрозький (1792—1879) — православний святий, канонізований Російською православною церквою.
- Воронцова Єлизавета Ксаверівна (1792—1880) — графиня, найясніша княгиня (1852) Росії польського походження. Одна з найвідоміших жінок України та Росії свого часу.
- Завадський Яків Васильович (1792—1855) — церковний та державний діяч, протоієрей, депутат Київського губернського правління.
- Лауб (Ляуб) Антон (1792—1843) — живописець, графік, літограф, колекціонер.

### Померли
- 1 серпня, Ґурамішвілі Давид Георгійович (1705—1792) — грузинський поет.
- 24 жовтня, Аггей Колосовський (1738—1792) — український релігійний діяч доби Гетьманщини. Єпископ Відомства православного сповідання Російської імперії. Єпископ Бєлгородський i Обоянський.
- 20 листопада, Анастасій Пйотровський (1729—1792) — український церковний діяч, священик-василіянин, педагог, секретар Руської провінції Василіянського Чину, перший протоігумен утвореної в 1780 році василіянської провінції Найсвятішого Спасителя (1780—1784).
- Фалєєв Михайло Леонтійович (1730—1792) — купець, містобудівник, перший громадянин міста Миколаєва.

## Засновані, створені
- Волинська губернія
- Церква Перенесення мощей Святого Миколая (Буряківка)
- Анатолівка (Березанський район)
- Бережанка (Верхньорогачицький район)
- Бокове (Любашівський район)
- Велике Бокове
- Великовеселе
- Гетьманівка (Савранський район)
- Дмитрівка (Великолепетиський район)
- Дмитрівське (Любашівський район)
- Заводівка (Горностаївський район)
- Заплази (село)
- Іванове (село)
- Карайкозівка
- Краснилівка
- Кринички (Балтський район)
- Мала Виска
- Мала Лепетиха
- Михайлівка (Любашівський район)
- Новоолександрівка (Любашівський район)
- Пирогів (село)
- Піски (Новопсковський район)
- Преображенка (Каланчацький район)
- Пужайкове
- Ракулове
- Савранське
- Себине
- Сінне (Балтський район)
- Ушкалка
- Чайківка (Любашівський район)
- Шляхове (Балтський район)
- Миколаївська церква (Васильків)
- Церква Різдва Пресвятої Богородиці (Звиняч)
- Церква Собору Пресвятої Богородиці (Звір)
- Перше Єврейське кладовище (Одеса)
- Церква святого Євстахія (Стрілки)